# 2021年のプロボウル
2021年のプロボウルは、NFLの2020年シーズンのオールスターゲームになる予定で、当初は2021年1月31日にネバダ州パラダイスのアレジアント・スタジアムで開催される予定だった。
しかし、2020年10月14日、NFLは新型コロナウイルス感染症のパンデミックにより試合を中止し、ラスベガスでの試合の開催を2022 年まで延期することを発表した。
また、NFLは、プロボウルのロースターを決定するためにファン投票を実施し、試合の代わりとして、NFL選手をフィーチャーしたVerzuzの「ハイライトバトル」などを開催した。また、プロボウルロースター（NFLの現役選手、引退選手、有名人のゲスト）Madden NFL 21をプレーし、eSportsエキシビションを開催した。

## 背景
当初、プロボウルの候補地として、ラスベガス・レイダースの本拠地であるアレジアント・スタジアム、フロリダ州オーランドのキャンピング・ワールド・スタジアムとロサンゼルス・ラムズ及びロサンゼルス・チャージャーズの本拠地であるSoFiスタジアムが挙がり、最終的にアレジアント・スタジアムに決まった。
2020年10月14日、NFLは新型コロナウイルス感染症のパンデミックで試合を中止し、2022年のプロボウルをアレジアント・スタジアムで開催することを発表した。また、2020年シーズンに活躍した選手を評価するためのプロボウルのファン投票は引き続き行い、選ばれた選手の参加型の代わりのイベントを開催することも併せて発表された。投票は2020年11月17日にNFLの公式ウェブサイトとMadden NFL 21で、12月1日からはTwitterで開始された。その後、投票は12月17日に終了し、プロボウル入りした選手の発表は、12月21日に行われた。しかし、2020年10月14日、NFLは新型コロナウイルス感染症のパンデミックにより試合を中止し、ラスベガスでの試合の開催を2022 年まで延期することを発表した。
また、NFLは、プロボウルのロースターを決定するためにファン投票を実施し、試合の代わりとして、NFL選手をフィーチャーしたVerzuzの「ハイライトバトル」などを開催した。また、プロボウルロースター（NFLの現役選手、引退選手、有名人のゲスト）Madden NFL 21をプレーし、eSportsエキシビションを開催した。

## 代替イベント
NFLはVerzuzと提携して、1月26日から29日までの3日間に渡ってプロボウルの「ハイライトバトル」を放映した。
ABC、ESPN、及びディズニーXDで1月31日に試合の代わりにテレビスペシャルを放映した。プロボウルセレブレーションは、ESPN のNFLスタジオアナリストによって開催され、プロボウル入りを果たした選手を称えるインタビューを特集した。
プロボウル・Eスポーツエキシビション
eスポーツのエキシビションはそれぞれの家からオンラインで行われ、クォーターバックのデショーン・ワトソン（ヒューストン・テキサンズ）、元ワイドレシーバーのキーショーン・ジョンソン、ランニングバックのデリック・ヘンリー（テネシー・タイタンズ）、ラッパーのスヌープ・ドッグがそれぞれAFCチームとして1クォーターずつプレーした。クォーターバックのカイラー・マレー（アリゾナ・カージナルス）、NASCARカップ・シリーズドライバーのババ・ウォレス（23XI・レーシング）、ストロングセイフティのジャマール・アダムス（シアトル・シーホークス）、元ランニングバックのマーショーン・リンチが、それぞれNFCチームとして 1 クォーターずつプレーした。

## 各チームの選抜者数
| チーム                             | 選抜者数 |
| ---------------------------------- | -------- |
| ボルチモア・レイブンズ             | 7        |
| バッファロー・ビルズ               | 5        |
| シンシナティ・ベンガルズ           | 0        |
| クリーブランド・ブラウンズ         | 3        |
| デンバー・ブロンコス               | 2        |
| ヒューストン・テキサンズ           | 2        |
| インディアナポリス・コルツ         | 3        |
| ジャクソンビル・ジャガーズ         | 0        |
| カンザスシティ・チーフス           | 7        |
| ロサンゼルス・チャージャーズ       | 2        |
| ラスベガス・レイダース             | 2        |
| マイアミ・ドルフィンズ             | 1        |
| ニューイングランド・ペイトリオッツ | 3        |
| ニューヨーク・ジェッツ             | 0        |
| ピッツバーグ・スティーラーズ       | 5        |
| テネシー・タイタンズ               | 2        |

| チーム                         | 選抜者数 |
| ------------------------------ | -------- |
| アリゾナ・カージナルス         | 3        |
| アトランタ・ファルコンズ       | 2        |
| カロライナ・パンサーズ         | 0        |
| シカゴ・ベアーズ               | 2        |
| ダラス・カウボーイズ           | 0        |
| デトロイト・ライオンズ         | 3        |
| グリーンベイ・パッカーズ       | 7        |
| ロサンゼルス・ラムズ           | 2        |
| ミネソタ・バイキングス         | 2        |
| ニューオーリンズ・セインツ     | 5        |
| ニューヨーク・ジャイアンツ     | 2        |
| フィラデルフィア・イーグルス   | 3        |
| サンフランシスコ・49ers        | 3        |
| シアトル・シーホークス         | 7        |
| タンパベイ・バッカニアーズ     | 1        |
| ワシントン・フットボールチーム | 2        |